# 태양찬가

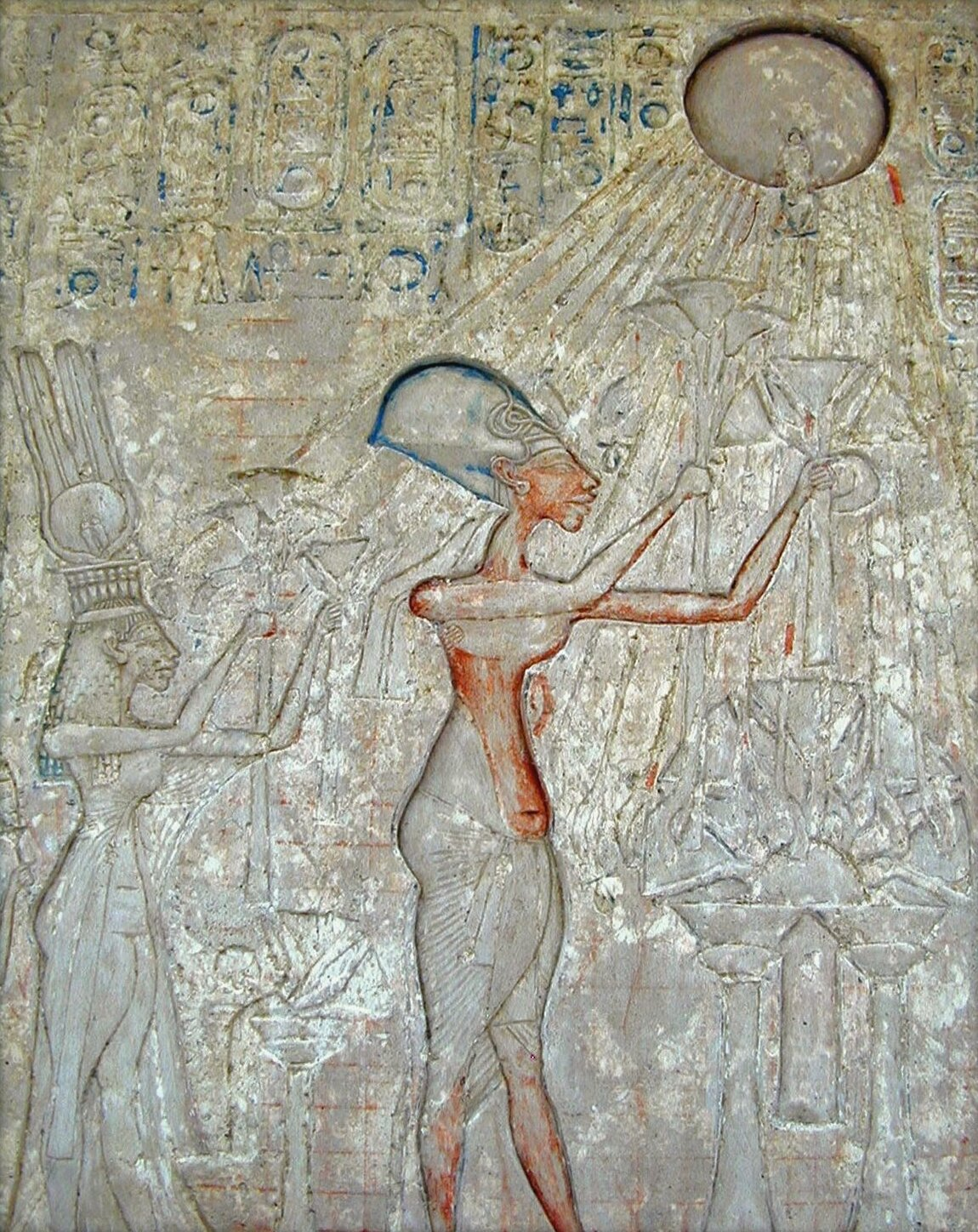
파라오 아크나톤과 그의 가족이 아톤을 숭배하는 모습

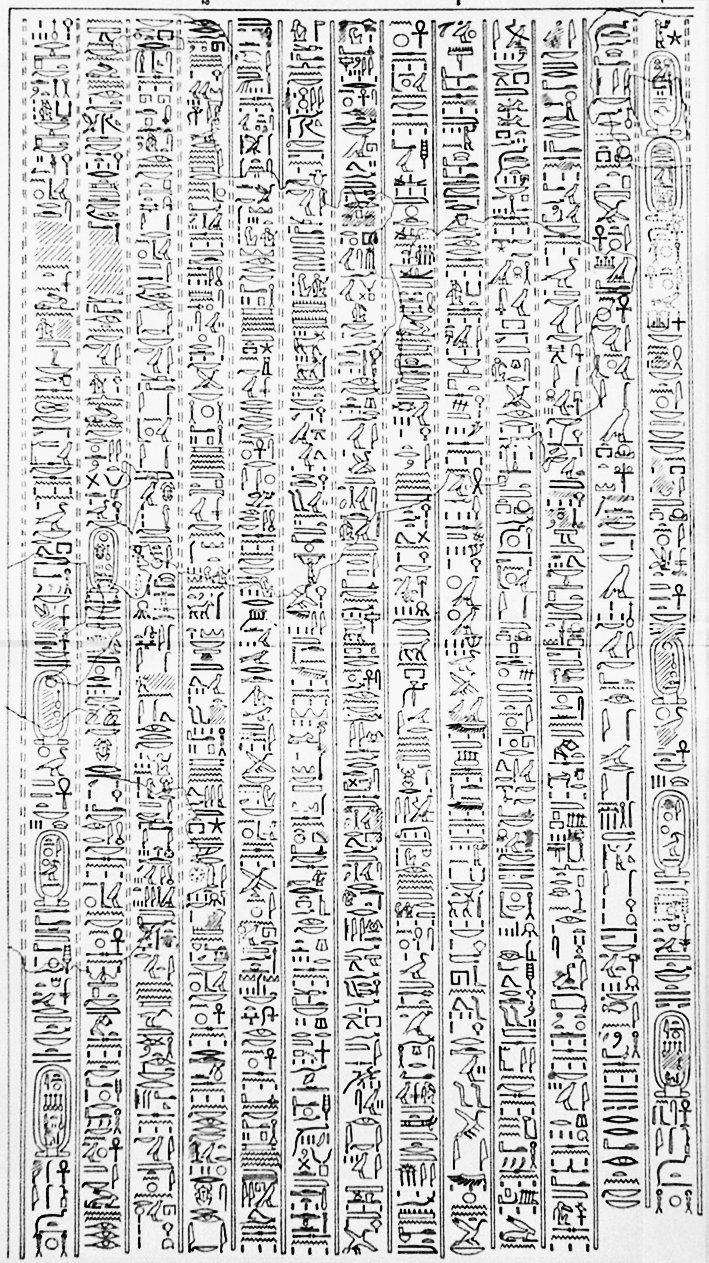
찬가 비문 드로잉 (1908년 출판)

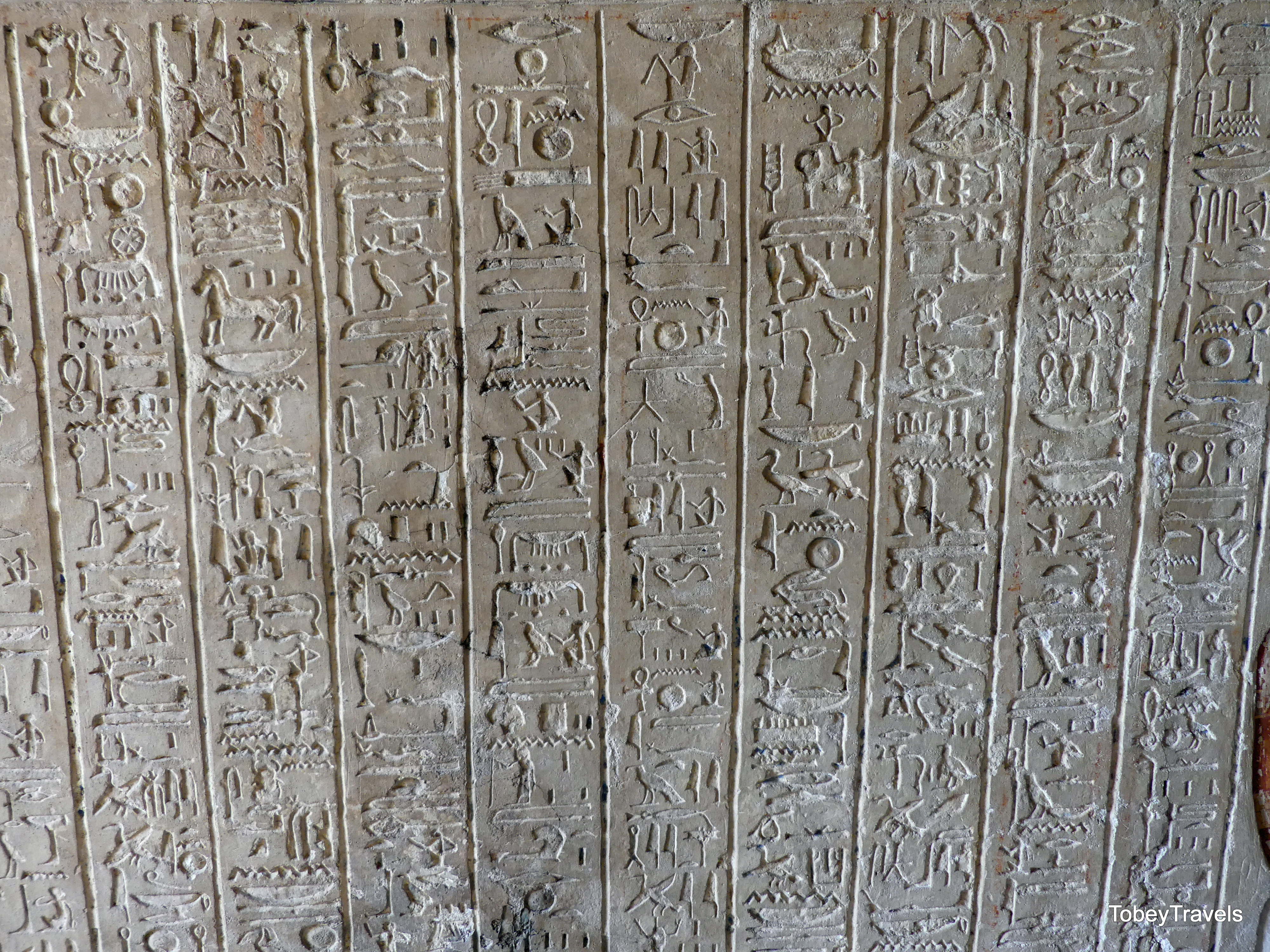
아이의 아마르나 무덤에서 발견된 태양찬가 비문 사진

《태양찬가》(太陽讚歌, The Great Hymn to the Aten)는 태양신 아톤을 찬미하기 위해 쓰여진 여러 찬가 중 가장 긴 찬가이다. 기원전 14세기 중반에 작곡되었으며, 버전에 따라 이집트 제18왕조의 파라오 아크나톤 또는 그의 궁정 신하들이 지었다고 전해진다. 이 찬가는 아톤교를 통해 고대 이집트 종교의 전통적인 형태를 급진적으로 변화시켰다. 이 찬가는 성경의 시편 104편과 현저한 유사성을 보인다.

## 배경
이 찬가는 문학, 새로운 신전, 그리고 이집트의 수도로서 오늘날의 아마르나에 완전히 새로운 도시를 건설하는 등 다양한 형태로 표현된 아마르나 시대의 종교 예술을 엿볼 수 있게 한다. 이집트학자 토비 윌킨슨은 이 찬가가 "호머 이전 세계에서 살아남은 가장 중요하고 훌륭한 시 중 하나"라고 불렸다고 말했다. 이집트학자 존 다르넬은 이 찬가가 노래로 불렸다고 주장한다.
아마르나 (아크나톤이 세운 고대 도시 아케트아텐)에 있는 여러 궁정 신하들의 암굴 무덤에는 아톤 신 또는 아톤과 아크나톤을 함께 기리는 유사한 기도문이나 찬가가 있다. 이 중 다섯 무덤에서 거의 동일한 형태로 발견된 것이 '아톤을 향한 짧은 찬가'로 알려져 있다. 본 문서에서 다루는 긴 버전은 궁정 신하(그리고 나중에 파라오가 된) 아이의 무덤에서 발견되었다.
이집트 제18왕조의 파라오 아크나톤은 다른 신들을 숭배하는 것을 금지했는데, 이는 수세기 동안 이어져 온 이집트 종교 관습에서 급진적인 이탈이었다. 아크나톤의 종교 개혁(나중에 이단으로 간주되어 후계자인 파라오 투탕카멘에 의해 철회됨)은 일부 학자들에 의해 일신교적이라고 묘사되기도 하지만, 다른 학자들은 이를 단일신교적이라고 본다.

## 아톤 찬가 발췌
이 특정 발췌문은 아톤 자체에 귀속된 것이 아니다. 이 긴 버전은 궁정 신하 아이의 무덤에서 발견되었다.
본문 중간 부분:
당신이 만드신 것이 얼마나 다양한가!

그것들은 (인간의) 얼굴에서 숨겨져 있네.

다른 이가 없는 유일한 신이여!

당신은 홀로 있을 때

당신의 뜻대로 세상을 창조했네: 모든 인간, 가축, 들짐승,

땅 위에 있는 모든 것, 발로 걷는 것,

그리고 높이 날개로 나는 것.

시리아와 누비아의 나라들, 이집트 땅,

당신은 모든 사람을 제자리에 두시고,

필요한 것을 공급하시네:

모든 이에게는 음식이 있고, 삶의 시간이 정해져 있네.

그들의 혀는 말에서 분리되어 있고,

성품도 그러하며;

그들의 피부는 구별되어 있네,

당신이 외국 민족을 구별하듯이.

당신은 지하 세계에 나일강을 만드시며,

원하는 대로 생명을 가져와

(이집트) 백성을 부양하시네

당신이 스스로를 위해 그들을 만드셨듯이,

그들 모두의 주인이시며, 그들과 함께 (자신을) 지치게 하시고,

모든 땅의 주인이시며, 그들을 위해 떠오르시네,

낮의 아톤이여, 위엄이 크시네.

텍스트의 마지막 부분에서 미리암 리히트하임이 번역한 발췌:
당신은 내 마음에,

당신을 아는 자는 아무도 없네,

오직 당신의 아들, 네페르케프루레, 레의 유일한 자[아크나톤]만이,

당신이 당신의 길과 당신의 힘을 가르쳐 주셨으니.

[세상의] 모든 것은 당신이 만드신 손에서 나왔네.

당신이 떠오르면 그들은 살고.

당신이 지면 그들은 죽네;

당신 자신이 생명이니, 당신으로 인해 살아가네.

모든 눈은 당신의 아름다움에 고정되어 당신이 질 때까지.

모든 노동은 당신이 서쪽에서 쉴 때 멈추네;

당신이 떠오르면 [모든 이]를 왕을 위해 움직이게 하네,

당신이 땅을 세운 이래 모든 발은 움직이네.

당신은 당신의 몸에서 나온 아들을 위해 그들을 깨우네.

마트로 살아가는 왕, 두 땅의 주인이시여,

네페르케프루레, 레의 유일한 자,

마트로 살아가는 레의 아들이시여, 왕관의 주인이시여,

생전에 위대했던 아크나톤이여;

(그리고) 그가 사랑하는 위대한 왕비, 두 땅의 여인,

네페르네프루아텐 네페르티티여, 영원히 살지어다.

## 시편 104편과의 비교
C. S. 루이스는 1958년 저서 《시편에 대한 성찰》에서 아크나톤의 찬가를 유대-기독교 경전의 시편과 비교했다. 제임스 헨리 브레스티드는 시편 104편과의 유사성을 지적하며, 시편이 이 찬가에서 영감을 받았다고 믿었다. 아서 와이갈은 두 텍스트를 나란히 비교하며 "이 놀라운 유사성에 비추어 볼 때, 두 작품 사이에 직접적인 연관성이 있다는 것을 거의 의심할 수 없다. 따라서 아크나톤의 찬가와 이 히브리 시편이 공통된 시리아 근원에서 유래했는지, 아니면 시편 104편이 이 파라오의 원본 시에서 유래했는지 질문할 필요가 있다. 두 가지 견해 모두 가능하다"고 언급했다. 그러나 리히트하임은 이러한 유사성이 "이집트 찬가와 성경 시편 사이의 일반적인 유사성 때문일 가능성이 더 높다. 구체적인 문학적 상호의존성은 있을 법하지 않다"고 말했다. 성경 학자 마크 S. 스미스는 "두 텍스트의 비교에 대한 지속적인 지지에도 불구하고, 최근 수십 년 동안 간접적인 영향에 대한 열정은 약화되었다. 일부에서는 어떤 형태의 영향도 단순히 전적으로 거부된다. 여전히 일부 이집트학자들, 예를 들어 얀 아스만과 도널드 레드포드는 아마르나 서한 (특히 EA 147)과 시편 104편 모두에 이집트의 영향이 있었다고 주장한다"고 언급했다.

## 분석
이 시에 대한 분석은 이를 문학 작품으로 보는 시각과 정치적, 사회종교적 의도를 고려하는 시각으로 나뉜다.
제임스 헨리 브레스티드는 아크나톤을 역사상 최초의 일신론자이자 과학자로 여겼다. 1899년 플린더스 페트리는 다음과 같이 썼다.
이것이 현대 과학적 개념을 충족시키기 위해 발명된 새로운 종교였다면, 태양계 에너지에 대한 이 견해의 정확성에서 우리는 흠을 찾을 수 없을 것이다. 아크나톤이 얼마나 이해했는지는 알 수 없지만, 그는 분명히 자신의 견해와 상징주의에서 현재 우리가 논리적으로 개선할 수 없는 위치로 비약했다. 옛 헬리오폴리스의 아톤, 우주의 유일한 주님으로부터 발전된 이 새로운 숭배에는 미신이나 거짓의 흔적을 찾을 수 없다.
미리암 리히트하임은 이 찬가를 "유일신 교리의 아름다운 진술"이라고 묘사한다.
1913년, 헨리 홀은 파라오가 "과학적 정신의 첫 번째 사례"라고 주장했다.
이집트학자 도미닉 몬세라트는 이 텍스트를 묘사하는 데 사용되는 용어에 대해 논하며, 이를 공식 시 또는 왕실 송가로 설명한다. 그는 '찬가'라는 단어가 "감정의 분출"을 암시한다고 보지만, 실제로는 아톤과 왕실 부부를 기리는 "공식적이고 수사적인 찬사의 진술"이라고 본다. 그는 제임스 헨리 브레스티드가 이 텍스트들을 찬가로 대중화시켰다고 평가하며, 브레스티드가 이를 "자연 질서의 아름다움과 자애로움에 대한 복음, 인간의 영혼에 대한 자연의 메시지를 인식하는 것"(브레스티드의 인용)으로 보았다고 말한다.
몬세라트는 찬가의 모든 버전이 왕에게 초점을 맞추고 있으며, 특정한 혁신은 아크나톤에게 유리한 방식으로 신과 왕의 관계를 재정의하는 것이라고 주장한다. 그는 이집트학자 존 바인즈의 "아마르나 종교는 신과 왕의 종교, 또는 심지어 왕이 먼저이고 그 다음 신인 종교였다"는 진술을 인용한다.
도널드 B. 레드포드는 아크나톤이 자신을 태양 원반의 아들이라고 칭하고 신과 창조물 사이의 주요 중재자 역할을 했지만, 아크나톤 시대 이전 수천 년 동안 왕들은 동일한 관계와 사제 역할을 주장해왔다고 주장했다. 그러나 아크나톤의 경우는 천상의 아버지와 아들 관계에 대한 강조를 통해 다를 수 있다. 아크나톤은 자신을 "당신의 사지에서 나온 당신의 아들", "당신의 아이", "태양 원반에서 나온 영원한 아들", 그리고 "당신의 몸에서 나온 당신의 유일한 아들"이라고 묘사했다. 아버지와 아들 사이의 긴밀한 관계는 오직 왕만이 "그의 아버지"의 마음을 진정으로 알고, 그 대가로 그의 아버지는 아들의 기도를 듣는다는 것이다. 그는 땅에서 아버지의 형상이며, 아크나톤이 땅의 왕이듯이 그의 아버지는 하늘의 왕이다. 대제사장, 예언자, 왕, 그리고 신으로서 그는 새로운 종교 체계에서 중심 위치를 주장했다. 오직 그만이 아버지의 마음과 뜻을 알았기 때문에, 아크나톤만이 진정한 가르침이 그에게서만 나온다는 것을 모든 인류에게 해석할 수 있었다.
레드포드는 다음과 같이 결론지었다.
테베와 텔 엘 아마르나에서 많은 고고학적 증거가 나오기 전에는, 희망적인 생각으로 아크나톤이 진정한 신의 인도적인 스승, 모세의 멘토, 그리스도와 같은 인물, 시대를 앞선 철학자로 변모하곤 했다. 그러나 이러한 상상의 존재들은 역사적 현실이 점차 드러나면서 하나씩 사라지고 있다. 아크나톤이 성경에서 발견되는 완전한 일신교의 선구자였다는 주장을 뒷받침할 증거는 거의 또는 전혀 없다. 히브리 성경과 신약 성경의 일신교는 파라오가 죽은 지 반천년 이상 후에 시작된 자체적인 별개의 발전을 거쳤다.

## 각색
- "아톤 찬가"는 필립 글래스의 1984년 오페라 《아크나톤》에서 음악으로 작곡되었다.
- 밥 딜런의 1964년 노래 "When the Ship Comes In"의 가사와 운율은 태양찬가의 첫 여섯 연과 놀랍도록 유사하다.

## 같이 보기
- 모세와 일신교
- 헤르메스주의 문헌
- 아머스트 파피루스 63